# Black veganism

Le black veganism est une approche politique et sociale aux États-Unis qui associe la question de l'exploitation des animaux non humains à d'autres enjeux de justice sociale, tels que le racisme et l'impact persistant de l'esclavage. Cette perspective examine comment les régimes alimentaires imposés aux esclaves ont évolué en traditions culinaires familiales et culturelles.
Les sœurs Syl Ko et Aph Ko ont été les premières à proposer un cadre intersectionnel et à inventer le terme de black veganism.

## Histoire
Selon la journaliste et écrivaine Khushbu Shah en 2018, le mouvement végan a historiquement été dominé par les blancs, symbolisé par le stéréotype du végan blanc. EIle a observé qu'il fallait parcourir jusqu'à la troisième page de résultats sur Shutterstock pour trouver une image d'une personne de couleur lors de la recherche avec le terme « personne végane ».
Reconnaissant la richesse de l'héritage végane au sein de la communauté noire, Omowale Adewale, fondateur du Black VegFest de New York, a souligné en 2020 l'importance de la représentation et l'intérêt croissant pour le véganisme parmi les Noirs américains. Cette quête de représentation a dynamisé la mobilisation de la communauté noire autour du véganisme.
Le mouvement moderne du black veganism puise ses inspirations dans diverses traditions et mouvements historiques,,. D'abord le rastafarisme et son régime à base de plantes connu sous le nom d'Ital, développé dans les années 1930 en Jamaïque,,, ainsi que le African Hebrew Israelites of Jerusalem et la Nation of Islam, prônant un véganisme strict depuis les années 1960, en lien avec la lutte contre l'oppression raciste,,.
Le mouvement des droits civiques américain, avec des figures comme Dick Gregory, associait son militantisme pour les droits civiques à la cause des droits des animaux,,.
Le véganisme trouve aussi ses origines dans le mouvement des droits civiques américain. Dick Gregory, qui a manifesté aux côtés de Martin Luther King, a expliqué que son engagement en faveur des droits civiques s'étendait également aux droits des animaux, soulignant la souffrance commune des animaux et des humains. 
Dans les années 1980, le véganisme a gagné en popularité parmi les célébrités et militants afro-américains, une tendance relevée par Amirah Mercer, écrivaine et consultante spécialisée dans le bien-être, qui explore les intersections entre santé holistique, spiritualité et questions socioculturelles. Cette décennie a vu le véganisme s'établir fermement au sein de la communauté noire. 
En 1990, la chanson hip-hop « Beef » de KRS-One a encouragé la communauté hip-hop à adopter le véganisme et à remettre en question l'héritage de l'alimentation issue de l'esclavage, selon Keith Tucker, fondateur de Hip Hop is Green. 
À la fin des années 1990 et au début des années 2000, Queen Afua a influencé le mouvement du végétalisme cru chez les personnes noires, promouvant l'alimentation comme moyen de préserver la santé reproductive et spirituelle des femmes noires. 
Aph et Syl Ko, philosophes afro-américaines, ont développé un cadre philosophique pour le black veganism, offrant une critique intersectionnelle de la société. Dès 2012, elles ont examiné la notion de racialisation des animaux et ont officiellement introduit le concept de black veganism en 2015. 
Lors d'une conférence en 2020 à l'Institut Brooks, Syl Ko a exprimé leur rejet d'une approche superficielle de la diversité dans l'éthique animale, se concentrant plutôt sur des enjeux plus profonds. Leur livre Aphro-ism, paru en 2017, qui a reçu une critique positive de Corey Lee Wrenn, dénonce l'oppression des animaux, les hiérarchies eurocentrées et les régimes alimentaires néfastent,. 
Des études de la fin des années 2010 ont révélé que jusqu'à 8 % des Noirs américains s'identifiaient comme végétaliens, contre environ 3 % de la population américaine globale,. 
En 2017, Carol J. Adams a lancé des encouragements à adopter le black veganism. 
En 2021, le Washington Post, se référant à un rapport de Gallup, a rapporté que les Noirs étaient le groupe démographique avec la croissance la plus rapide de végétaliens. 

## Description
Le véganisme noir aux États-Unis est à la fois une philosophie et une manière de s'alimenter qui relie la question des droits des animaux à des enjeux de justice sociale comme le racisme et les séquelles de l'esclavage. Cette approche critique les traditions alimentaires héritées et l'adoption d'aliments transformés suite à des changements historiques comme la Grande Migration,. Carol J. Adams et d'autres voient le véganisme noir comme une façon radicale de repenser le véganisme à travers les prismes de la race et des droits des animaux,,,.
Le mouvement est également motivé par des problèmes de santé fréquents dans la communauté noire, tels que le diabète et l'hypertension, qui poussent certains à devenir végans. 
Syl Ko propose une vision du véganisme fondée sur l'antiracisme, rejetant les approches qui ne considèrent pas la race comme centrale dans la lutte pour les droits des animaux. Elle part d'un cadre initialement discuté par Peter Singer, mais qui ne tient pas compte de la race. Selon elle, le black veganism est « une éthique animale générée à partir d'un engagement antiraciste ». Avec sa sœur, elles ont innové dans l'éthique animale en liant spécisme, racisme et sexisme, proposant que ces luttes s'entremêlent dans le cadre du black veganism. Cette approche, qui va au-delà de la théorie, résonne au sein de communautés noires adoptant le véganisme noir comme pratique culturelle,. En intégrant la race dans leur démarche végane et en reconnaissant le spécisme, ces communautés tracent un parallèle entre la violence du racisme systémique, l'héritage de l'esclavage, et l'oppression subie par les Noirs et les animaux non humains.
AsheL Eldridge, un activiste basé à Oakland, affirme que l'objectif du mouvement est de permettre à la communauté noire de retrouver son autonomie alimentaire et de « décoloniser » son alimentation. Elle souligne que le principal écart ressenti par les végétaliens de couleur avec le véganisme dominant est le manque de reconnaissance de l'intersectionnalité avec d'autres enjeux sociaux, comme l'accès à l'alimentation. 
De son côté, A. Breeze Harper critique le décalage entre les idéaux et la réalité du véganisme, en attribuant ce fossé à une divergence d'objectifs. Elle critique le mouvement végane, majoritairement blanc, pour son manque de volonté à engager un dialogue sérieux sur les thèmes de la race, du racisme, de la blancheur et du colonialisme, estimant que ces discussions sont essentielles et intrinsèquement liées aux buts du véganisme.
Le chroniqueur de PETA Zachary Tolivar a fait remarquer qu'il avait souvent entendu black veganism qualifié d'« acte révolutionnaire » parce qu'il implique souvent le rejet à la fois de la tradition familiale et de l'oppression systémique,. Mercer l'a décrit comme « la révocation de ma propre carte de Noir » et a déclaré que pour les Noirs américains, le choix du véganisme était un acte de protestation contre la privation de leurs droits par les politiques gouvernementales en matière de soins de santé et d'alimentation,.
L'Institute for Critical Animal Studies l'a qualifié de « discipline émergente ».

## Influences
En 2010, deux ouvrages importants ont marqué le paysage du véganisme : Sistah Vegan par A. Breeze Harper et By Any Greens Necessary par Tracye McQuirter. Dans Sistah Vegan, l'anthologie dirigée par Dr A. Breeze Harper, chercheuse renommée dans le domaine du féminisme et de la critique raciale, le véganisme est présenté comme un moyen de combattre les injustices environnementales, les inégalités de santé et la colonisation intériorisée.
En 2014, Bryant Terry publie Afro-Vegan. Mercer souligne que le simple fait de voir les mots « Afro » et « Vegan » côte à côte sur la couverture a « bouleversé tout ce que la norme m'avait appris sur le véganisme ».
En 2015, Aph Ko lance Black Vegans Rock en réponse à la perception que le véganisme était uniquement pratiqué par les Blancs. Ce qui a commencé comme une liste de végétaliens noirs influents s'est transformé en un site web dédié. 
Dans Sistah Vegan, l'anthologie dirigée par Dr A. Breeze Harper, chercheuse dans le domaine du féminisme et de la critique raciale, le véganisme est présenté comme un moyen de combattre les injustices environnementales, les inégalités de santé et la colonisation mentale[réf. nécessaire].
Plusieurs personnalités afro-américaines éminentes ont publiquement partagé leur engagement envers le véganisme, mettant en lumière cette tendance au sein de leur communauté.
En 2011, l'équipe d'Oprah Winfrey a adopté un régime végétalien pendant une semaine, une expérience qui a été le sujet central d'un épisode de son émission. Cette initiative a contribué à sensibiliser le public au véganisme.
En 2014, David Carter, connu sous le surnom de « végétalien de 300 livres », a créé un véritable émoi en adoptant un régime végétalien, démontrant que force et alimentation à base de plantes peuvent aller de pair.
En 2017, le Bleacher Report a mis en avant plusieurs joueurs noirs de la NBA qui ont choisi de suivre un régime végétalien, soulignant un intérêt croissant pour ce mode de vie au sein de l'élite sportive.
Beyoncé a également partagé son expérience avec l'alimentation à base de plantes, attirant l'attention sur les bienfaits potentiels du véganisme pour la santé et le bien-être.
Lors de sa campagne présidentielle en 2020, le régime végétalien du sénateur Cory Booker a été largement discuté, au point qu'un article du Los Angeles Times s'est interrogé sur la possibilité qu'il devienne le premier président végétalien des États-Unis. Lors du troisième débat présidentiel démocrate, il a abordé les problèmes liés à l'élevage industriel, intégrant ses convictions végétaliennes dans son discours politique.
Eric Adams, maire de New York, est reconnu comme le premier dirigeant végétalien de la ville, symbolisant un changement notable dans la perception et l'acceptation du véganisme dans la sphère politique américaine.
Le véganisme a été particulièrement adopté par la communauté hip-hop à la fin des années 2010 et au début des années 2020. En 2016, la « santé et le bien-être », y compris un régime alimentaire à base de plantes, ont été ajoutés comme 10e « élément du hip-hop ». Selon l'artiste hip-hop SupaNova Slom, les jeunes Noirs se sont tournés vers le véganisme en réponse aux problèmes de santé causés par le régime alimentaire de leurs parents plus âgés.

## Appropriation
Les végétaliens noirs sont souvent confrontés à l'exotisation de leur nourriture et de leur culture par les communautés et les espaces végétaliens blancs, ce qui peut empêcher les Noirs de participer à la communauté végétalienne dans son ensemble. Le blog populaire de cuisine végétalienne Thug Kitchen est un excellent exemple de l'appropriation et de l'exotisation de la cuisine végétalienne des Noirs. Ce blog, écrit dans un style « fortement emprunté à la culture afro-américaine » et qui avait suscité des commandes de livres, a été révélé comme étant l'œuvre d'un couple blanc, Michelle Davis et Matt Holloway,. De nombreuses critiques l'ont qualifié de « blackface » et ont souligné l'histoire de l'utilisation du mot thug (voyou) comme étant chargé de racisme et généralement utilisé pour décrire les hommes noirs comme des criminels,,. Vice a souligné que le site web et les livres de cuisine étaient un exemple de la façon dont « il n'est pas nécessaire de chercher très loin pour trouver des personnes blanches et non noires qui profitent de ce qui pourrait traditionnellement être considéré comme la culture noire ». Alice Randall a déclaré que cela « perpétuait la fraude » selon laquelle le véganisme n'était pas présent parmi les Noirs urbains et que cela contribuait à étouffer ou à détourner les voix authentiques des Noirs véganes.
En 2014, Terry a décrit le blog et les livres de cuisine comme « des Blancs se masquant dans la langue vernaculaire des rues afro-américaines pour leur propre amusement et leur profit », soulignant que le fait que le couple ne s'était pas identifié pendant deux ans était une preuve de la connaissance de la nature problématique de leur comportement. Après des années de réactions négatives au sujet du nom, l'organisation a annoncé en juin 2020, au milieu des manifestations de George Floyd, qu'elle ne s'appellerait plus Thug Kitchen,. Le Austin American-Statesman a déclaré : « La blague TK n'est pas drôle ».

## Défense des intérêts
Hip Hop is Green est une organisation américaine qui utilise des événements hip hop pour promouvoir le véganisme auprès des jeunes Noirs comme un choix sain et une déclaration politique. Le groupe a organisé son premier événement en 2009 et, en 2015, il en a organisé un à la Maison Blanche. Vegan Voices of Color soutient que le « véganisme dominant » est encore un « véganisme blanc ». The Food Empowerment Project est un groupe de défense de la justice alimentaire végane.